# Chlorochroa rossiana
Chlorochroa rossiana är en insektsart som beskrevs av Colin D. Buxton och Thomas 1983. Chlorochroa rossiana ingår i släktet Chlorochroa och familjen bärfisar. Inga underarter finns listade i Catalogue of Life.